# FC Preussen Chemnitz
Maillots
Le FC Preussen Chemnitz fut un club allemand de football localisé dans le quartier de Gablenz de la ville de Chemnitz, dans la Saxe.

## Histoire
Le club fut créé en 1907. Il participa directement aux compétitions de la Verband Mitteldeutscher Fussball-Vereine (VMBV).
Le club resta relativement anonyme jusqu’en 1926, année où il termina vice-champion de Saxe centrale, derrière le Chemnitzer BC. Le cercle avança dans le tour final de la VMBV disposant du VfB Annaberg puis du BV Olympia-Germania Leipzig, mais chuta lourdement (0-8) contre le SV Fortuna Leipzig.
En 1933, après l’arrivée au pouvoir des Nazis, furent créées les Gauligen. Le FC Preussen Chemnitz ne se qualifia pas pour intégrer la Gauliga Sachsen, et dut jouer dans la Chemnitzer Bezirksklasse.
En 1944, le FC Preussen Chemnitz gagna le droit de monter en Gauliga, mais la saison 1944-1945 fut interrompue après quelques rencontres.
En 1945, le club fut dissous par les Alliés, comme tous les clubs et associations allemands (voir Directive n°23). Il ne fut jamais reconstitué.

## Joueur connu
- Erich Hänel